# Agelenopsis potteri
Espèce
Synonymes
- Agelena potteri Blackwall, 1846
- Agelenopsis albipilis Giebel, 1869

Agelenopsis potteri est une espèce d'araignées aranéomorphes de la famille des Agelenidae.

## Distribution
Cette espèce se rencontre aux États-Unis au Washington, au Montana, au Wyoming, au Colorado, au Nebraska, au Dakota du Nord, au Minnesota, en Iowa, au Wisconsin, au Michigan, en Illinois, en Indiana, au Massachusetts et au Maine et au Canada en Nouvelle-Écosse, au Québec en Ontario, Manitoba, en Saskatchewan et en Colombie-Britannique,,.
Elle a été introduite en Ukraine, en Russie, au Kirghizistan et en Chine.

## Description
Les mâles mesurent de 7,06 à 11,26 mm et les femelles de 5,75 à 12,22 mm.

## Systématique et taxinomie
Cette espèce a été décrite sous le protonyme Agelena potteri par Blackwall en 1846. Elle est placée dans le genre Agelenopsis par Chamberlin et Ivie en 1935.
Agelenopsis albipilis a été placée en synonymie par Chamberlin et Ivie en 1935.

## Étymologie
Cette espèce est nommée en l'honneur de Richard Potter.

## Publication originale
- Blackwall, 1846 : « Notice of spiders captured by Professor Potter in Canada, with descriptions of such species as appear to be new to science. » Annals and Magazine of Natural History, vol. 17, p. 30-44, 76-82 (texte intégral).